# Iso Salankijärvi
Iso Salankijärvi eller Isosalanki är en sjö i Finland. Den ligger i kommunen Enontekis i landskapet Lappland, i den norra delen av landet, 900 km norr om huvudstaden Helsingfors. Iso Salankijärvi ligger 306,1 meter över havet. Arean är 1,16 kvadratkilometer och strandlinjen är 7,45 kilometer lång. Sjön  ingår i Kemi älvs huvudavrinningsområde. 